# Seestermüher Marsch

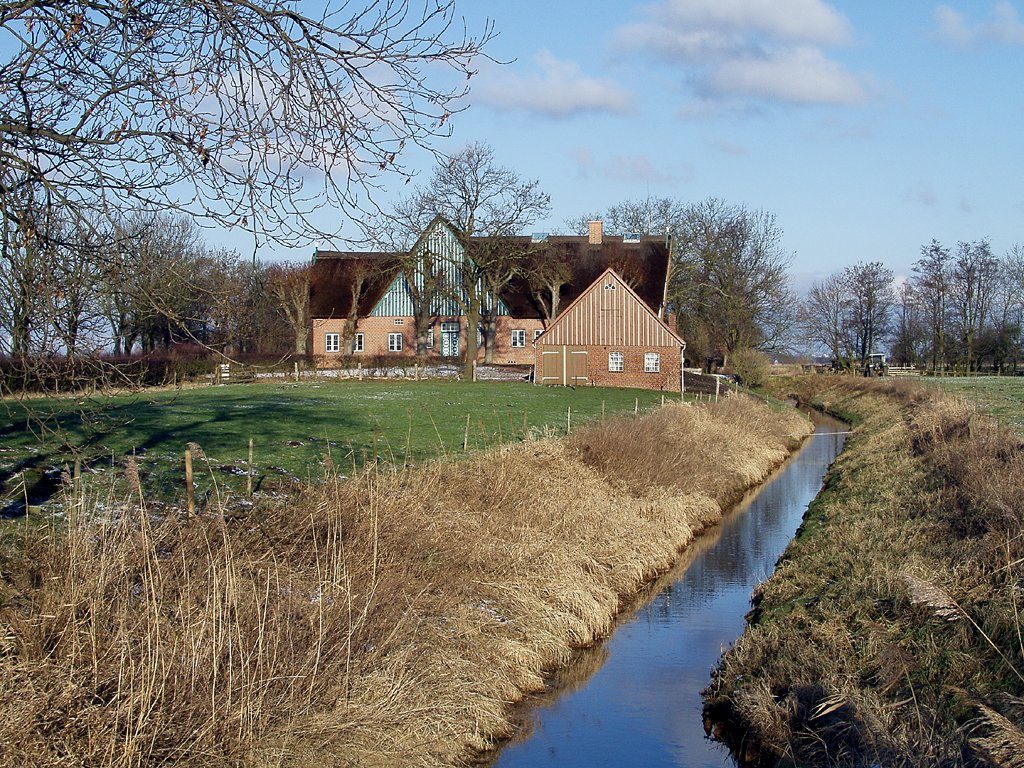
Casă ţărănească în Neuendeich

Seestermüher Marsch este o regiune de câmpie care este situată pe râul Elba, în sudul landului Schleswig-Holstein, și se învecinează cu Haseldorfer Marsch și aparține de Câmpia Elbei. Regiunea cuprinde districtul Pinneberg și localitățile Seestermühe, Seester și Neuendeich fiind situat între afluenții Elbei  Krückau și Pinnau. Solul regiunii este adecvat culturii cerealelor, în zona localității Seester, este o regiune de smârcuri cu depozite importante de turbă, care este înconjurat de o regiune joasă cu pășuni unde trăiesc animale în pericol de dispariție. Regiunea este frecvent vizitată de turiști, accesul fiind ușurat prin autostrada care se află în apropiere, construirea autostrăzii - 20 care urma să traverseze regiunea a fost împiedicată de protestul localnicilor.